# Panca Mulya (Banyuasin I)
Panca Mulya is een bestuurslaag in het regentschap Banyuasin van de provincie Zuid-Sumatra, Indonesië. Panca Mulya telt 1042 inwoners (volkstelling 2010).